# Phường 1, Tân Bình
Phường 1 là một phường thuộc quận Tân Bình, Thành phố Hồ Chí Minh, Việt Nam.

## Địa lý
Phường 1 nằm ở phía đông quận Tân Bình, có vị trí địa lý:
- Phía đông giáp quận Phú Nhuận
- Phía tây giáp Phường 2 và Phường 3
- Phía nam giáp Phường 3
- Phía bắc giáp Phường 2 và quận Phú Nhuận.

Phường có diện tích 0,36 km², dân số năm 2021 là 11.568 người,  mật độ dân số đạt 32.133 người/km².

## Lịch sử
Trước năm 1975, địa bàn Phường 1 hiện nay gần tương ứng với ấp Tân Canh, xã Tân Sơn Hòa, quận Tân Bình, tỉnh Gia Định.
Năm 1976, xã Tân Sơn Hòa giải thể để thành lập các phường mới thuộc quận Tân Bình, trong đó có Phường 1.

## Kinh tế
Toàn phường có 18 cơ sở sản xuất vừa và nhỏ, 185 hộ kinh doanh dịch vụ, 110 công ty trách nhiệm hữu hạn, 5 khách sạn, 2 bệnh viện tư nhân và liên doanh, giá trị tổng sản lượng bình quân 15 tỷ đồng, tốc độ tăng trưởng bình quân hàng năm đạt từ từ 5 đến 8%.

## Tôn giáo
Về tôn giáo, trên địa bàn phường số người theo đạo chiếm 24,22% dân số, chủ yếu là các đạo Công giáo, Phật giáo, Tin lành, Cao Đài và Hồi giáo. Trong đó, Phật giáo và Công giáo chiếm số lượng tín đồ nhiều nhất.